# Abdelmalek Mokdad
Abdelmalek Mokdad (Ain El Hadjar, 5 maggio 1986) è un calciatore algerino, difensore svincolato.

## Palmarès

### Club

#### Competizioni nazionali
- Campionato algerino: 1

MC Alger: 2009-2010
- Championnat National 2: 1

Créteil-Lusitanos: 2018-2019 (gruppo D)